# Karl Theodor Rümpler
Karl Theodor Rümpler (Ruempler) (Alterstedt, 1817 - Erfurt, 23 de maig de 1891) fou un botànic alemany. A l'Herbari de plantes vasculars de Múnic, Baviera es troben duplicats de les seves col·leccions botàniques. va realitzar expedicions botàniques per Alemanya, i a Líbia. Va ser assistent curador en el "Museu botànic de Berlín".

## Algunes publicacions

### Llibres
- eduard Schmidlin, th Nietner, theodor Rümpler. 1905. Schmidlin's Gartenbuch: praktische Anleitung zur Anlage und Bestellung der Haus- und Wirthschaftsgärten nebst Beschreibung und Kultur-Anweisung der hierzu tauglichsten Bäume, Sträucher, Blumen und Nutzpflanzen. Ed. P. Parey. 1.016 pp.

- k. theodor Rümpler, wilhelm Mönkemeyer. 1895. Zimmergärtnerei; Anleitung zur Zucht und Pflege der für die Unterhaltung in bürgerlichen Wohnräumen geeignetsten Ziergewächse . Ed. P. Parey. 276 pp.

- carl friedrich Förster, k. theodor Rümpler. 1886. Carl Friedrich Förster's Handbuch der Cacteenkunde: in ihrem ganzen Umfange nach dem gegenwärtigen Stande der Wissenschaft bearbeitet und durch die seit 1846 begründeten Gattungen und neu eingeführten Arten vermehrt . Volumen 4 de Der Gesammte Gartenbau. Ed. Wöller. 1.029 pp.

- 1882. Illustriertes Gartenbau-Lexikon. 1180 pàg.

- 1879. Illustrirte gemüse- und Obstgärtnerei. Ed. Wiegandt, Hempel & Parey. 524 pàg.

- -------------, Vilmorin-Andrieux. 1879. Vilmorin's illustrierte Blumengärtnerei: mit 1416 in den Text gedruckten Holzschnitten. Ed. Wiegandt, Hempel & Parey. 1.273 pàg.